# Hermann Landois
Hermann Landois, född den 19 april 1835 i Münster, död där den 29 januari 1905, var en tysk zoolog, bror till Leonard Landois.
Landois ägnade sig först åt teologiska studier och prästvigdes 1859. Han studerade senare naturvetenskap och råkade i delo med romersk-katolska kyrkans fordringar (men försonade sig före sin död med kyrkan). Han blev 1873 professor i zoologi i Münster. Landois var verksam företrädesvis som populär skriftställare. Bland hans zoologiska arbeten kan nämnas Lehrbuch der Zoologie (tillsammans med Bernard Altum, 5:e upplagan 1883), Tierstimmen (1875), Ton- und Stimmapparate der Insekten (1867), Der Mensch und die drei Reiche der Natur (tillsammans med Martin Krass; 3 delar, 1878-82). Landois skapade den zoologiska trädgården i Münster; medel till dess utvidgning skaffade han genom att skriva vers på plattyska.